# Orlången
Orlången är en sjö i Huddinge kommun i Södermanland i Tyresåns sjösystem och är dess näst största sjö. Sjön är 10,2 meter djup, har en yta på 2,58 kvadratkilometer och befinner sig 21,1 meter över havet.

## Orlångens natur och friluftsområde
Sjön Orlången ligger i Orlångens naturreservat och är en näringsrik (eutrof) slättsjö. Den har flikiga vikar i olika väderstreck och är liksom Drevviken och Magelungen en gammal vik av Östersjön som genom landhöjningen nu ligger 21 meter över havet. Orlången ligger i ett område där många sprickdalar korsar varandra. Naturen domineras av ömsom skogar och ömsom kulturlandskap. På en av Orlångens öar; Sundbyholmen häckar fiskgjuse under april till juli, varför ön inte får beträdas vid den tiden.
Runt sjön finns promenadstråk som leder genom reservatets omgivningar. Vid sjöns sydvästra strand ligger Sundby gårds friluftsområde, med ridanläggning, belyst motionsspår och en restaurang. På vintern spolas skridskobanor och under sommarhalvåret kan man även bada och hyra roddbåt där. Orlången är en även fin fiskesjö med bl.a. gös, gädda, abborre, lake, mört och karp. Signalkräftor har inplanterats. På vintern brukar det plogas upp en skridskobana med start från Sundby gård, som nästan räcker runt hela sjön.

## Balingsta gård
Området "Balingsta"  har anor åtminstone från vikingatiden, vilket ett bygravfält vittnar om. Skriftligt nämns Balingsta första gången 1436 som Balistadom. De nuvarande byggnaderna är troligen uppförda i slutet av 1700-talet och den spikraka allén från Lännavägen (Haningeleden) planterades 1864. Idag är huvudbyggnaden i privat ägo, medan ekonomibyggnaderna ägs av Huddinge kommun.

## Balingsta skola
I Balingsta bedrevs skolverksamhet från 1840 till 1940. Här har det funnits tre skolbyggnader som ersatt varandra. Skolhuset på fotot var i bruk från 1886 till 1919. Vid sekelskiftet 1900 var det Huddinge sockens största skola med närmare 100 elever på en lärare. Undervisningen hade delats upp i två grupper med skolgång endast varannan vecka i sex års tid. Skolan revs 1920 på grund av dåligt skick. För att komma till sin skola fick torparbarnen i omgivningen dagligen gå långa sträckor. Huddinge kommun har kulturskyltat två av dessa vägar som kallas Skolleden.

## Balingsta kvarn
Från Sundby gård syns Balingsta kvarn på en höjd på andra sidan sjön. Väderkvarnen har stått där sedan 1877 och användes till 1895 av Balingsta gård. Innan dess hade gården en vattenkvarn, eller skvaltkvarn som det då kallades. Balingsta kvarn är en så kallad "holländare", det betyder att man kunde vrida överdelen med vingarna till lämplig vindriktning. Efter 1895 förföll kvarnen, men restaurerades med bland annat nya vingar år 1971.

## Sjötorp
Sjötorp finns 1866 upptaget i husförhörslängden för Balingsta gård först som bostad för statdräng och senare som torp. Kring sekelskiftet 1990 var Sjötorp tvätteri som så många andra sjönära torp på Södertörn (se Hagalunds tvätterimuseum). För att tjäna en liten extraslant var det vanligt att torparfamiljer och småbrukare på Södertörn tvättade stockholmarnas tvätt. År 1901 avskildes Sjötorp från Balingsta gård och förvärvades av Ersta diakonisällskap, som 1904 lät uppföra den stora gulputsade huvudbyggnaden på höjden som är ett känt landmärke vid Orlångens strand. Sjötorp blev då ett hem för ”vanartiga flickor” i åldern mellan 15 och 18 år, som dömts till ”uppfostrande tillsyn” och som kom från hela Sverige. År 1950 upphörde uppfostringsverksamheten och 1998 såldes institutionsbyggnaden som privatbostad.

## Sundby gård
Mittemot Balingsta kvarn ligger Sundby gård, som ursprungligen var en gård under godset Gladö. Namnet Sundby är dokumenterat sedan 1331. Under medeltiden och framåt hörde Sundby gård och den närbelägna Stensättra gård till Gladö-godset. Gladö-godset existerar inte längre, men troligen låg godsets huvudgård på Gladö gärde. Strax väster om Sundby gård finns ett mindre gravfält från yngre järnåldern som visar på gårdens forntida ursprung. Huvudbyggnaden från 1790-talet brann ner 1941. År 1950 förvärvades Sundby gård av Huddinge kommun och sedan årsskiftet 1995-96 ägs Sundby gård av det kommunala Huge Fastigheter. Numera finns här en friluftsanläggning och ett värdshus samt båtbrygga, grillplatser, motionsslinga, ridstall och ett litografiskt museum.

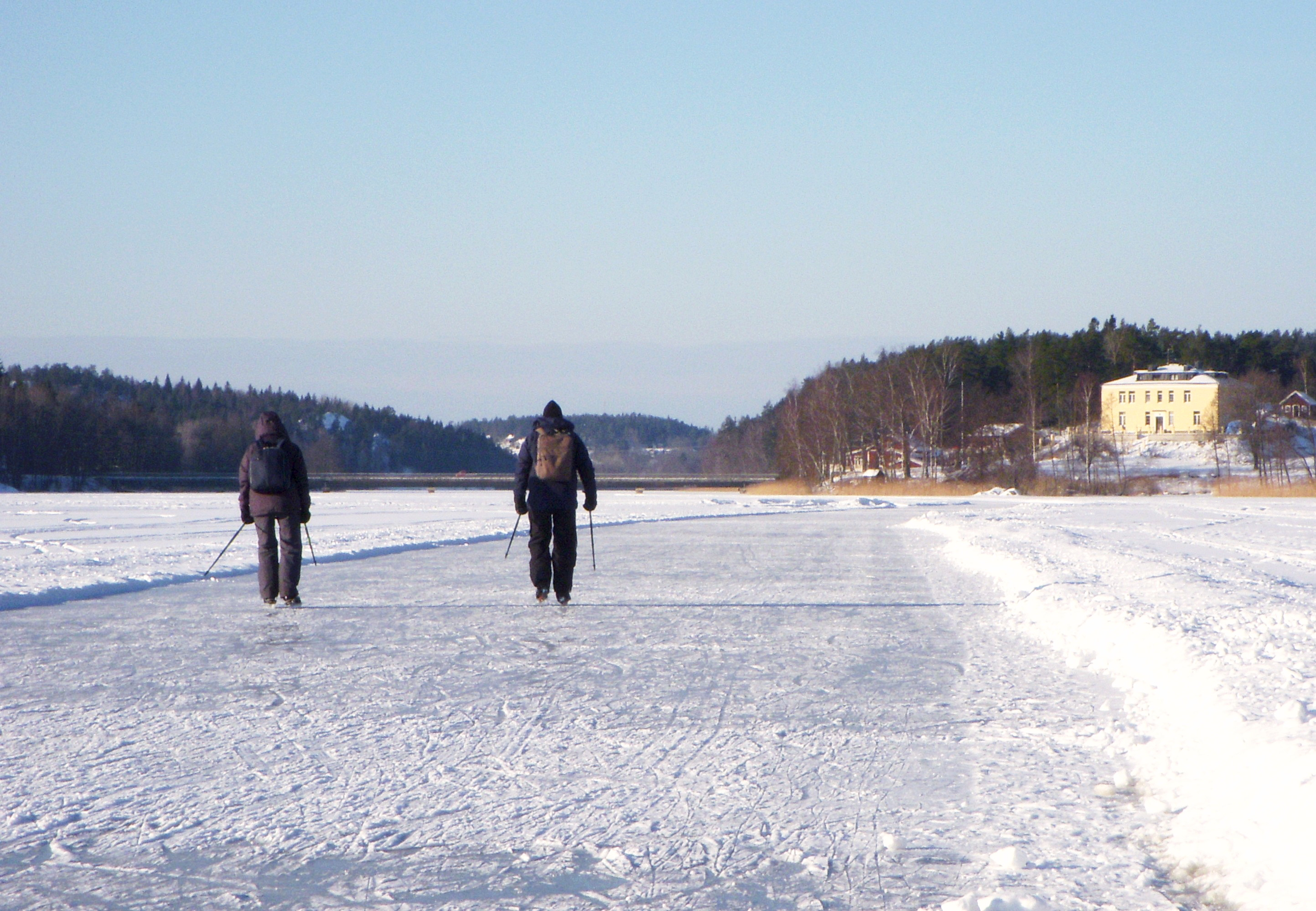
Orlången, Sjötorp, Balingsta i bakgrunden.
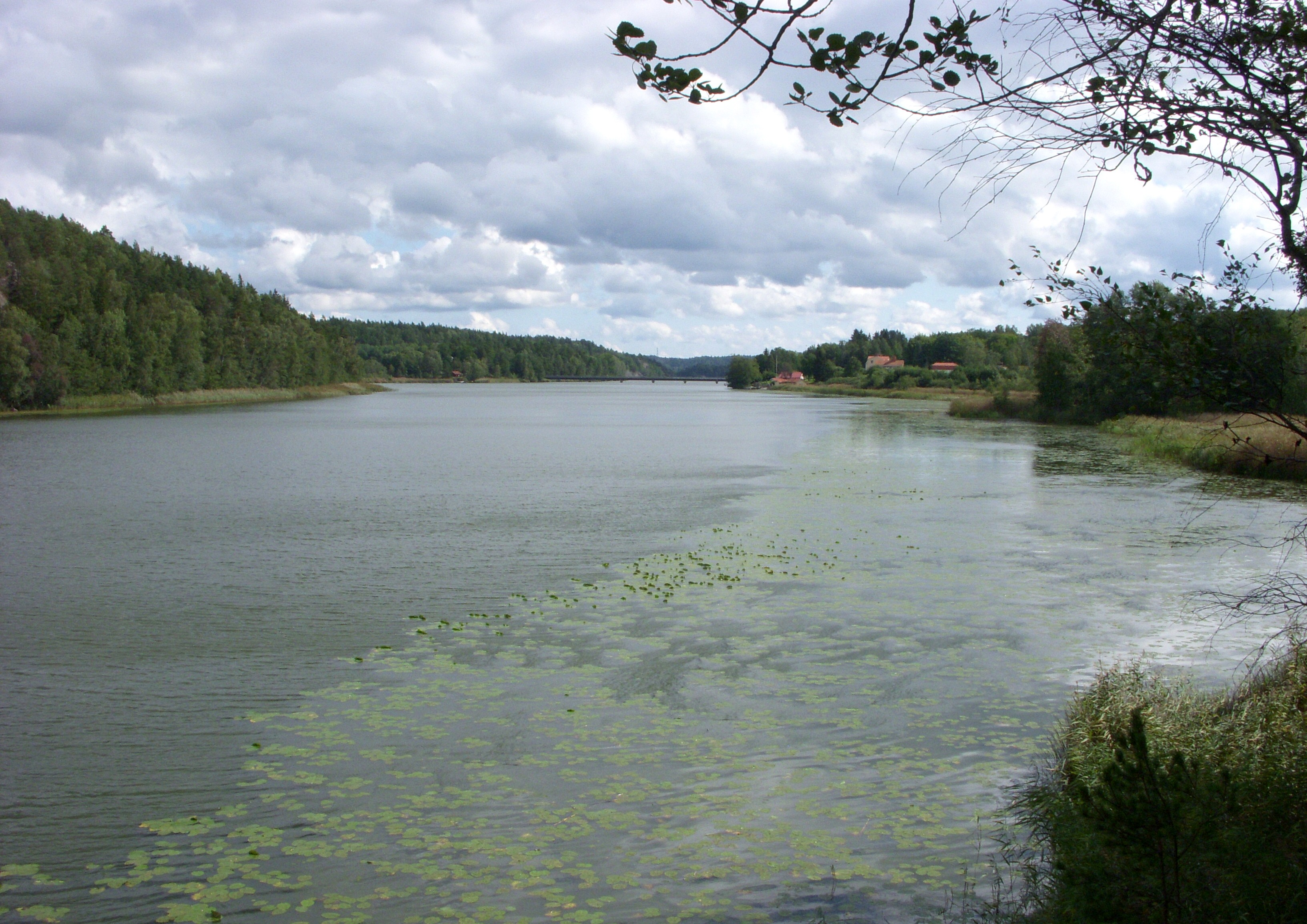
Orlången och Flemingsbergsviken mot öst.
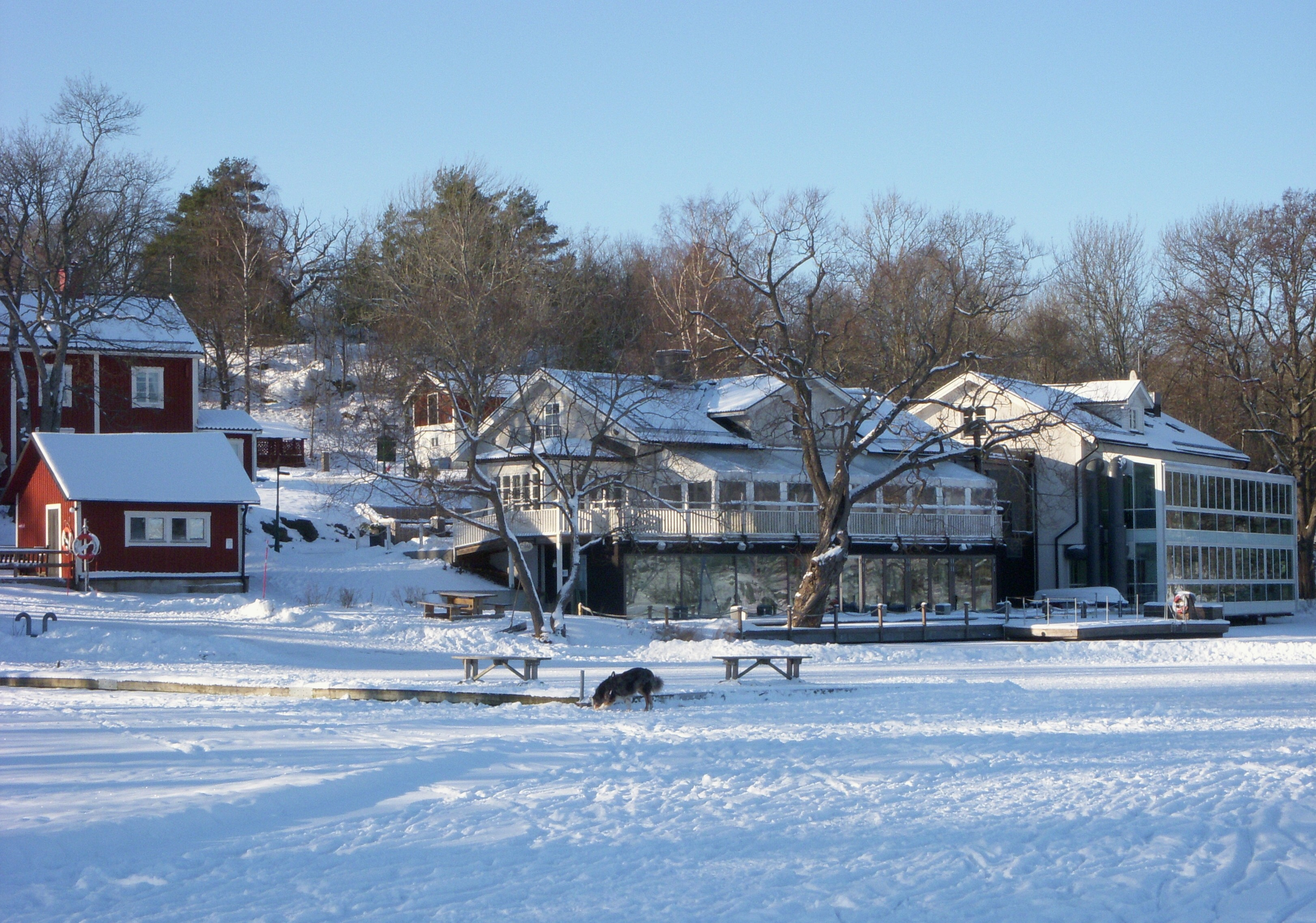
Sundby gård värdshus, 2012.

## Flemingsbergsviken
Flemingsbergsviken ligger i Huddinge kommun direkt söder om Stockholm Stad. Flemingsbergsviken ligger i kommundelen Flemingsberg på andra sidan Flemingsbergs järnvägsstation på Visättrasidan. Vattenreningsområdet ligger ungefär en kilometer från busshållplatsen Vårdkasen eller 1,5 km från Flemingsbergs pendeltågsstation och fjärrtågsstation.
Viken är bildad i en sprickdal. Den norra sidan stupar brant ned i Flemingsbergsviken. Området är populärt bland fåglar, fladdermöss och trollsländor. Flemingsbergsviken har promenadvägar efter stränderna och är ett välbesökt friluftsområde.

## Bilder

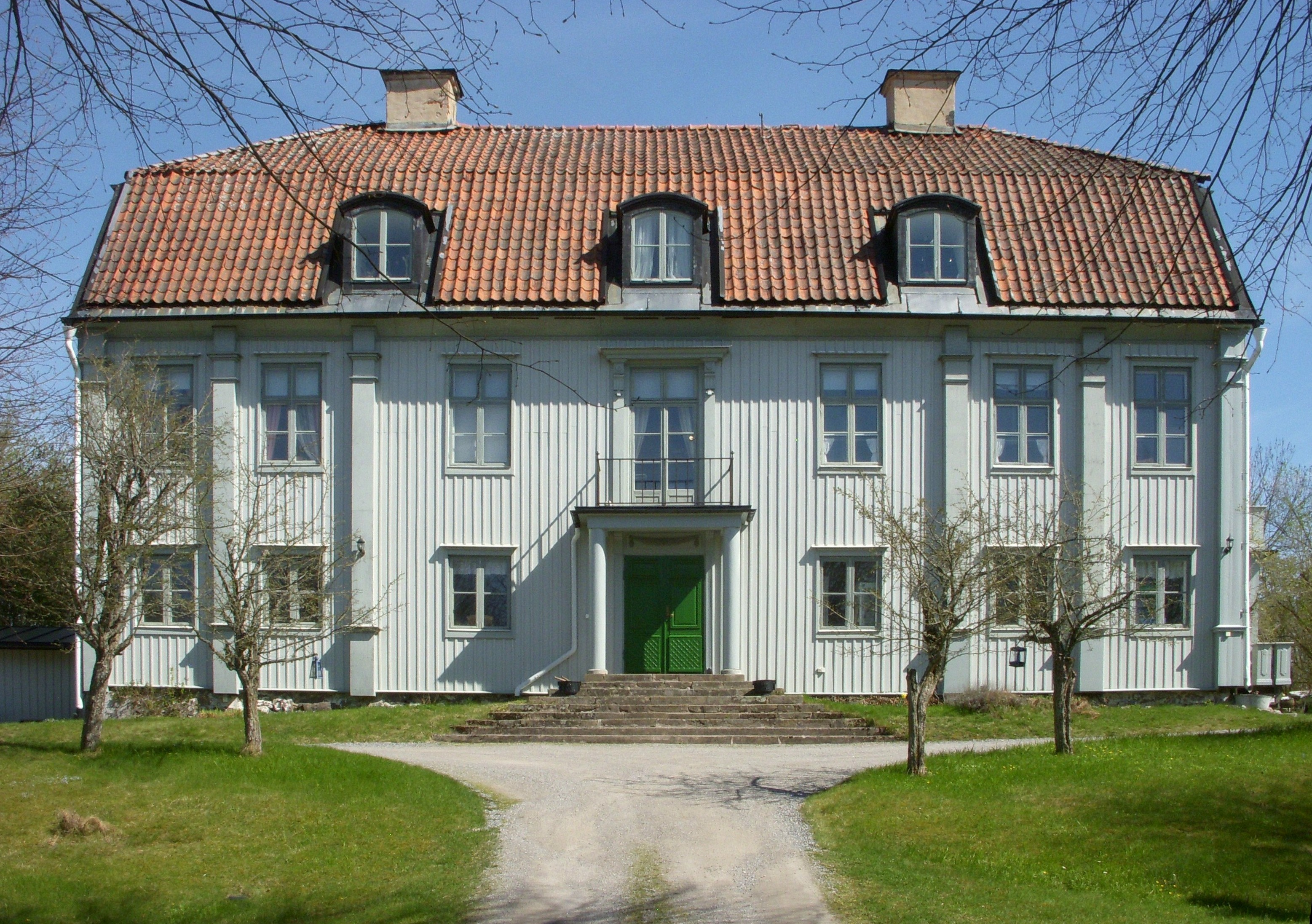
Balingsta gård, huvudbyggnad
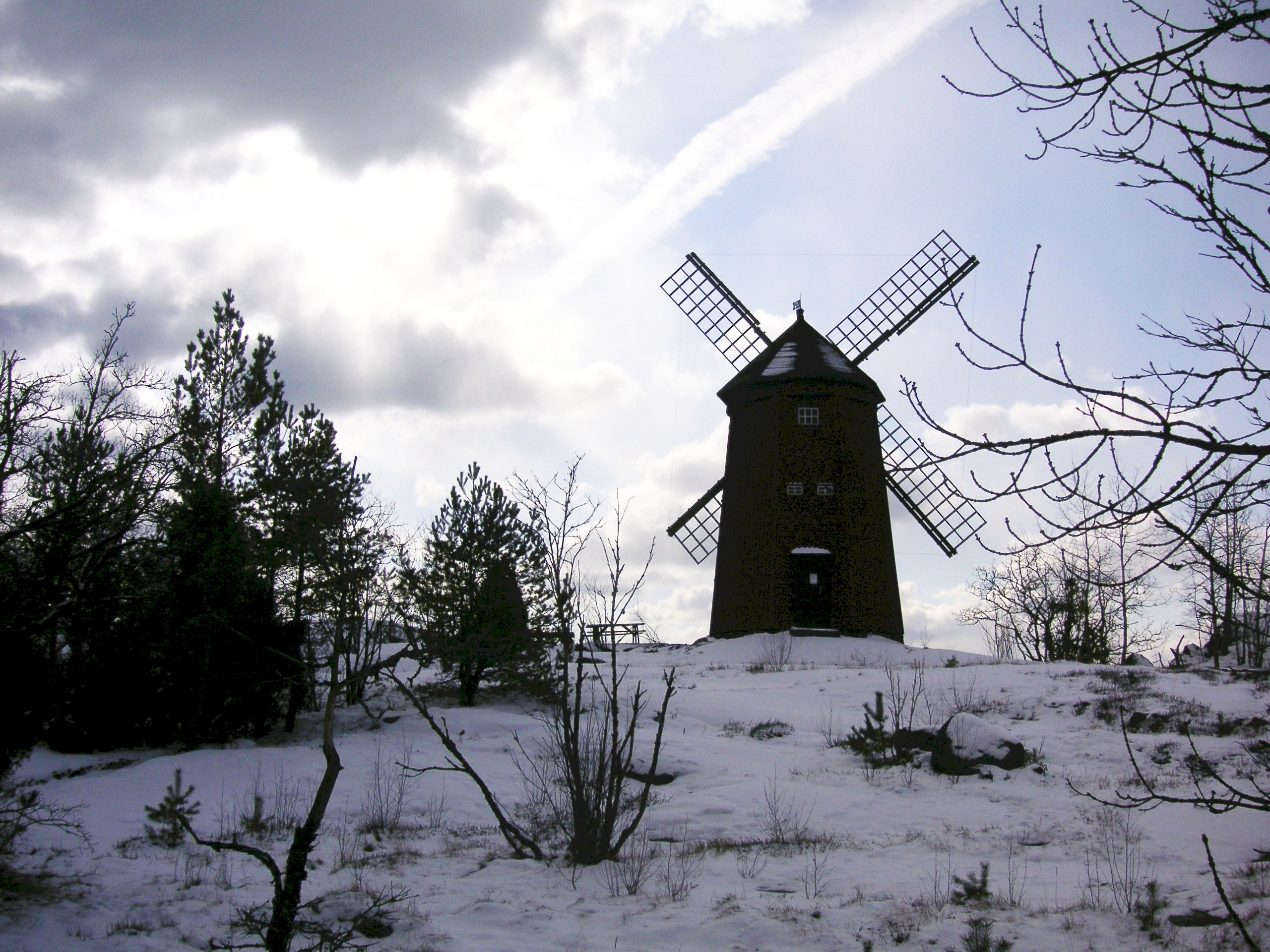
Balingsta kvarn
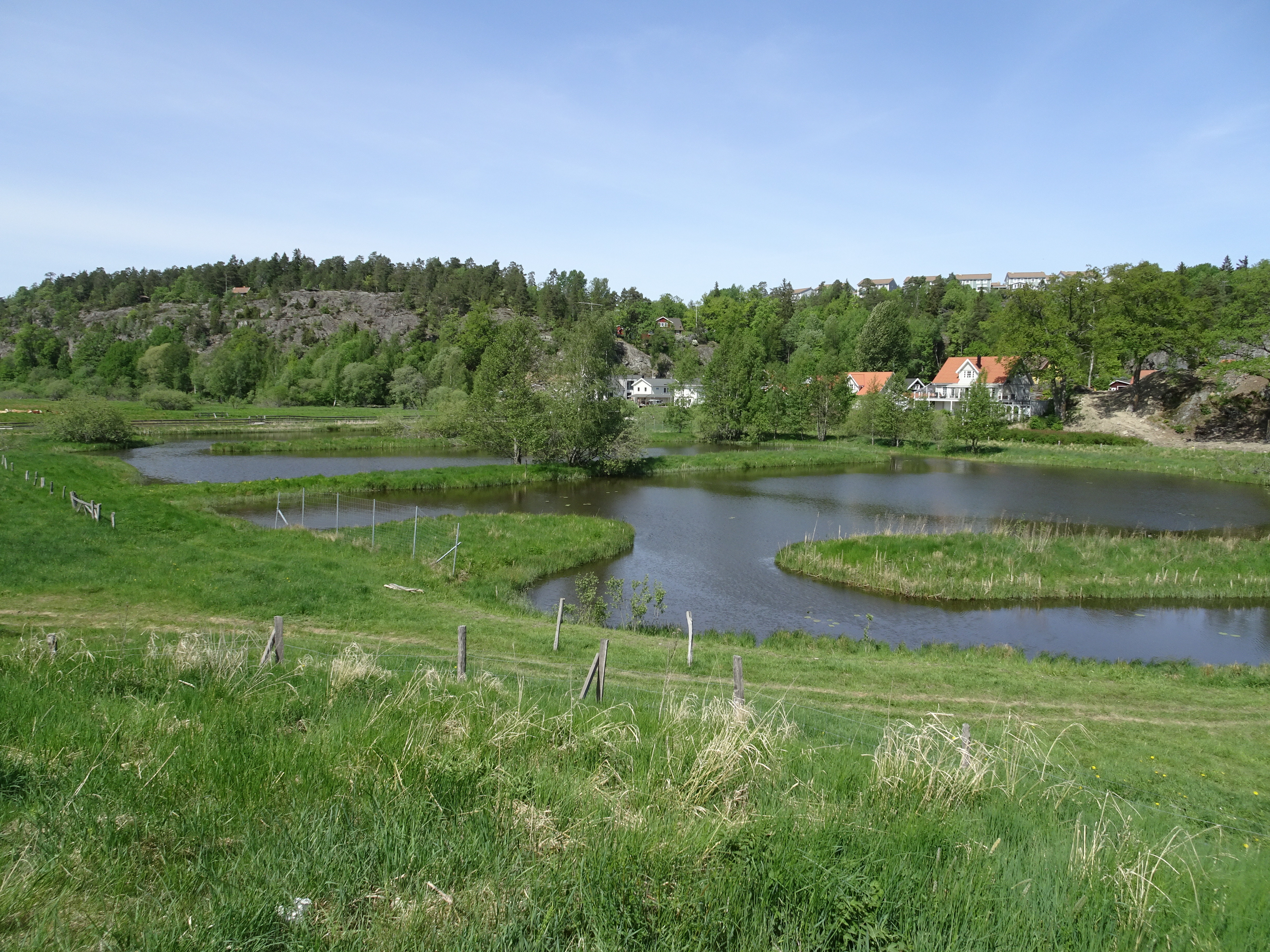
Flemingsbergsvikens våtmarksreningsanläggning

## Delavrinningsområde
Orlången ingår i delavrinningsområde (656597-162608) som SMHI kallar för Utloppet av Orlången. Medelhöjden är 46 meter över havet och ytan är 32,16 kvadratkilometer. Det finns ett avrinningsområde uppströms, och räknas det in blir den ackumulerade arean 45,14 kvadratkilometer. Avrinningsområdets utflöde Tyresån (Kålbrinksströmmen) mynnar i havet. Avrinningsområdet består mestadels av skog (61 procent). Avrinningsområdet har 3,46 kvadratkilometer vattenytor vilket ger det en sjöprocent på 10,4 procent. Bebyggelsen i området täcker en yta av 3,73 kvadratkilometer eller 11 procent av avrinningsområdet.